# East Meadow
East Meadow es un lugar designado por el censo (o aldea) ubicado en el condado de Nassau en el estado estadounidense de Nueva York. En el año 2000 tenía una población de 37.461 habitantes y una densidad poblacional de 2,299.2 personas por km². East Meadow se encuentra dentro del pueblo de Hempstead.

## Geografía
East Meadow se encuentra ubicada en las coordenadas 40°42′49″N 73°33′21″O / 40.71361, -73.55583. Según la Oficina del Censo, la ciudad tiene un área total de 16,3 km² (6,3 mi²), de la cual 16,3 km² (6,3 mi²) es tierra y 0 km² (0 mi²) (0.0%) es agua.

## Demografía
Según la Oficina del Censo en 2006 los ingresos medios por hogar en la localidad eran de $67,185, y los ingresos medios por familia eran $74,691. Los hombres tenían unos ingresos medios de $50,325 frente a los $35,422 para las mujeres. La renta per cápita para la localidad era de $27,076. Alrededor del 1.8% de la población estaban por debajo del umbral de pobreza.